# Мазіна Марія Валеріївна
Марія Велеріївна Мазіна (рос. Мария Валерьевна Мазина, нар. 18 квітня 1964, Москва, Росія) — російська фехтувальниця на шпагах, олімпійська чемпіонка (2000 рік) та бронзова призерка Олімпійських ігор (1996 рік).

## Виступи на Олімпіадах
| Олімпіада    | Дисципліна          | Місце |
| ------------ | ------------------- | ----- |
| Атланта 1996 | індивідуальна шпага | 19    |
| Атланта 1996 | командна шпага      | 3     |
| Сідней 2000  | індивідуальна шпага | 11    |
| Сідней 2000  | командна шпага      | 1     |